# Estación de Bolonia Central

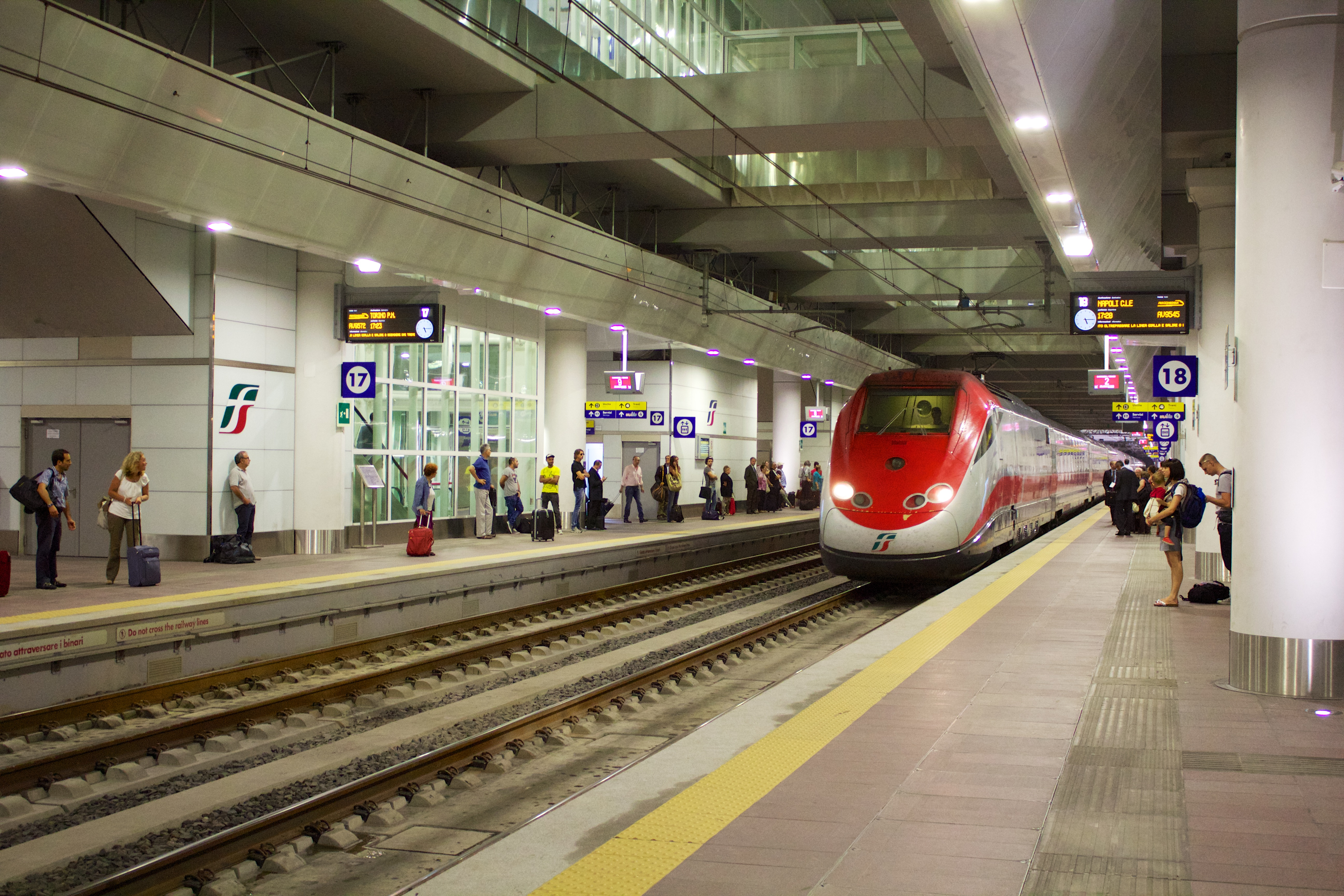
Bolonia Central Alta Velocidad 2013.

La Estación de Bolonia Central (Stazione di Bologna Centrale en italiano) es la principal estación ferroviaria de la ciudad de Bolonia y la quinta de Italia por tamaño y número de pasajeros (aproximadamente 78.000 m² utilizada por 58.000.000 de pasajeros anualmente).
Bolonia es considerada el nudo ferroviario más importante de Italia, ya que su posición geográfica hace que converjan en ella casi todas las líneas ferroviarias del norte de Italia que continúan hacia el sur bien sea por la la línea appenninica hacia Florencia y Roma o por la línea adriatica hacia Ancona y Bari. De hecho compite con la Estación de Roma Termini por el primer lugar por número de trenes diarios (aproximadamente 800).
La estación se encuentra incluida en el grupo de las 13 Grandes Estaciones italianas y está gestionada en conjunto por dos sociedades públicas: RFI y Grandi Stazioni S.p.A.

## Historia

### Nacimiento de la estación
Los primeros pasos de la estación de Bolonia Central no son del todo claros. En general se acepta que los trabajos de construcción de la estación comenzaron en mayo de 1858 por parte de la sociedad "Ferrovia Centrale". Sin embargo en el art. 2 de la "Concesión de la línea ferroviaria central italiana (Concessione della strada ferrata centrale italiana en italiano) de 1856 la estación se cita como ya construida. Es posible que una primera estación estuviara construida (o al menos iniciada su construcción) como consecuencia de la anterior concesión denominada "Convención entre algunos Estados italianos pora la construcción de la línea ferra de Italia Central" (Convenzione fra alcuni Stati italiani per la costruzione della Strada Ferrata dell'Italia Centrale en italiano) de 1851 o como consecuencia de los trabajos de construcción de la línea Bolonia-Ancona que comenzaron en 1847 por parte de la sociedad "Banzi-Fabbri" pero que se interrumpieron un año después.

### El proyecto Ratti
Al poco tiempo fue claro que la estación no era capaz de soportar el tráfico ferroviario que tenía. Los trenes del noreste podían continuar hacia el sur (Ancona y Rímini) sin mayores problemas pero los trenes provenientes de Piacenza e los directos hacia Florencia necesitaban el cambio de locomotoras (por el recorrido montañoso posterior) y la inversión de marcha. Por esto se decide la construcción de una gran estación de primera clase.
El concurso fue ganado por el arquitecto Gaetano Ratti. La inauguración de la nueva estación se produjo en 1871 e implicó también la reconstrucción del piazzale de la estación.

### Ampliación
La estación ha tenido continuas ampliaciones, necesarias para hacer frente al constante aumento del tráfico ferroviario. Un hecho fundamental para el este aumento fue la electrificación de la "línea Porrettana" que pasa por Bolonia.

### Reestructuración de 1934
Se decidió la construcción de una línea que circunvalara la ciudad para acoge el tráfico de trenes de mercancías que hasta ese momento atraveaaban la Estación Central.
En la estación se aumentaron los andenes a dieciséis. Asimismo se construyeron numerosas infraestructuras para el estacionamiento y mantenimiento de trenes y se reorganizó la "malla" de vías para facilitar la operatoria de los trenes.

### Posguerra
El período posterior a la finalización de la Segunda Guerra Mundial no trajo grandes cambios a la estación. A nivel urbano la estación se convierte verdaderamente en "central" ya que la expansión de la ciudad la sitúan en el centro de la misma.

### Matanza de Bolonia
El 2 de agosto de 1980, a las 10:25 a. m., en la estación de Bolonia, explotó una bomba en la sala de espera. Mata a 85 personas y lesiona a más de 200, llegando o saliendo de la estación durante las vacaciones de verano. Los miembros de un grupo de extrema derecha, el Gran Maestre de la Logia Masónica Propaganda Due, y dos oficiales del servicio secreto militar italiano fueron condenados por el ataque.

## Estación AV subterránea

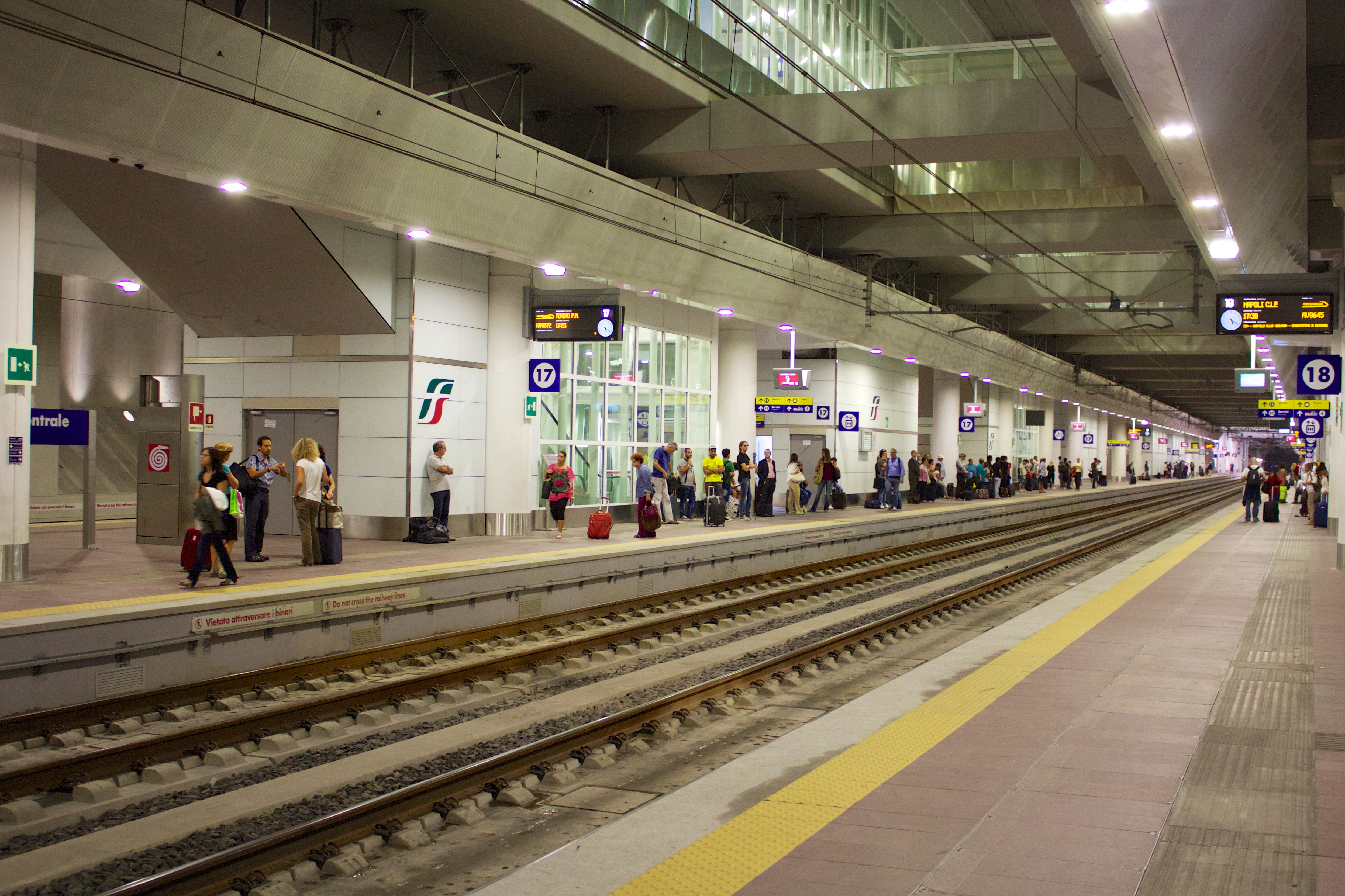
Andenes 17 y 18 de la estación AV

Como nodo esencial del tráfico ferroviario italiano, la estación de Bolonia Central fue afectada por obras de alta velocidad después de la puesta en funcionamiento entre 2008 y 2009 de las líneas de AV Milán-Bolonia y Bolonia-Florencia (con trenes que operan a velocidades hasta 300 km / h).

### El proyecto
El proyecto inclutó la construcción de una estación AV subterránea de 642 m de longitud, 56 m de ancho y a 23 m por debajo de la estación actual. La estación tiene cuatro andenes (numerados del 16 al 19) destinados exclusivamente a trenes de de alta velocidad con una inversión de aproximadamente 530 millones de euros.

### Puesta en servicio
A partir de junio de 2012 comenzó el tránsito de trenes AV de la línea Roma-Milán sin parada en Bolonia. La puesta en servicio de la estación subterránea se produjo el 9 de junio de 2013 cuando los trenes de AV comenzaron a tener parada comercial en la misma.

## Marconi Express
El Marconi Express es una línea de tren elevada automática (sin conductor) que conecta la estación de Bolonia Central con el Aeropuerto de Bolonia.